# Wavelength (igra)
Wavelength je društveno sicijalna igra za više igrača u kojoj se dva tima takmiče u pogađanju i čitanju umova drugih igrača. 
Timovi se smenjuju po potezima rotirajući brojčanik do mesta na kojem oni misle da je skriven centar na spektrumu. Jedan of igrača u timu, zvani psihik, zna tačno gde se centar nalazi, i on povlači kartu sa binarnim parom na sebi (kao što su: posao – karijera, grubo – blago, tužna pesma – srećna pesma). Psihik onda mora dati trag koji je konceptualan gde je centar lociran između dva pojma. Na primer, ako je karta ove runde “Toplo - Hladno” i centar je malo pomeren na stranu hladno, psihik mora dati trag negde u toj regiji.
Nakon što psihik da svoj trag, njegov tim diskutuje o tome gde misle da je centar lociran i okreće brojčanik do dogovorene lokacije na spektrumu. Što je tim bliže centru svojim pogađanjem, osvaja više poena.

## Spoljašnje veze
BoardGameGeek